# Psychomyia dactylina
Psychomyia dactylina là một loài Trichoptera trong họ Psychomyiidae. Chúng phân bố ở miền Cổ bắc.